# Тернавка (Польща)
Тернавка (пол. Tarnawka) — колишнє село північної Лемківщини в Польщі, у гміні Риманів Кросненського повіту Підкарпатського воєводства, поруч з містечком Романів, центром однойменної гміни.
Сьогодні не існує.

## Історія
До 1772 року село входило до складу Сяноцької землі Руського воєводства Речі Посполитої. З 1772 до 1918 року — у межах Сяніцького повіту Королівства Галичини та Володимирії монархії Габсбургів (з 1867 року Австро-Угорщини). З 1919 до 1939 років — Сяніцький повіт Львівського воєводства Польської Республіки (з 1934 по 1939 роки — гміна Риманів).
Наприкінці XIX ст. землями маєтку володіла Анна Потоцька. В 1911 р. власником земель маєтку площею 113 га був Юзеф Миколай Потоцький.
У 1895 р. в селі було 58 будинків і 353 жителі (347 грекокатоликів і 6 юдеїв).
У 1939 р. в селі було 410 жителів (405 українців і 5 євреїв).
У селі була дерев'яна церква святого Покрови Пресвятої Богородиці, збудована в 1860 р. Місцева парафія належала до 1930 р. до Сяніцького деканату, в 1930—1945 рр. — до Риманівського. Метричні книги велися з 1784 р.
Євреї в 1941 р. знищені німцями, а українське населення виселене в 1945 р. до СРСР. Село знелюдніло і припинило існування.